# Terborg
Terborg este o localitate în Țările de Jos, în comuna Oude IJsselstreek din provincia Gelderland. Satul se află la aproximativ 7 km sud-est de Doetinchem. Populația este de aproximativ 4600 de locuitori.
Terborg este situat pe raul Oude IJssel. In centrul micului oras se afla Castelul Wisch, fondat în secolul al 13-lea (numele de Terborg vine de la castel). În sud-est este o rezervație naturală numită Paasberg (Muntele Paștelui). Terborg are o gară (pe traseul Arnhem - Winterswijk).
Terborg a primit drepturi de oraș în 1419. Patronul orașului este Sf. Gheorghe. Stema sa este încă Sfântul Gheorghe de pe un cal, omorând un dragon.  
Până în 1813 Terborg a fost o parte din fiefului Wisch, împreună cu satele Silvolde en Varsseveld. Terborg a fost o comună până la 1818, atunci când a fost fuzionat cu Varsseveld în comuna Wisch. În 2005 a format comuna Oude IJsselstreek impreuna cu comuna Gendringen.
1. ↑   https://gemeentegeschiedenis.nl Lipsește sau este vid: |title= (ajutor)